# Jennifer Todd
Jennifer Todd est une joueuse américaine de volley-ball née le 3 février 1985 à San Diego (États-Unis). Elle mesure 1,88 m et joue centrale.

## Clubs
| Club                                | Pays       | De            | À         |
| ----------------------------------- | ---------- | ------------- | --------- |
| États du Texas, Université de Texas | États-Unis | 2005-2006     | 2006-2007 |
| VC Kanti Schaffhouse                | Suisse     | décembre 2007 | 2007-2008 |
| Terville Florange                   | France     | 2008-2009     | 2008-2009 |
| Istres Ouest Provence Volley-Ball   | France     | 2009-2010     | 2009-2010 |
| Club Voleibol Haro                  | Espagne    | 2010-2011     | 2010-2011 |
| Rote Raben Vilsbiburg               | Allemagne  | 2011-2012     | …         |